# Schizonycteris
Schizonycteris is een ondergeslacht van het geslacht Micronycteris uit de familie der bladneusvleermuizen van de Nieuwe Wereld (Phyllostomidae). Dit ondergeslacht is de zustergroep van het clade van de drie andere ondergeslachten. Het wordt gekenmerkt door een lichte buik en een middelmatig tot hoog membraan tussen de oren met daarin een V-vormige inkeping die het membraan in twee driehoekige delen verdeelt. Het ondergeslacht omvat kleine soorten, met een gewicht van hoogstens 9 g en een voorarmlengte van niet meer dan 38 mm. De voortanden in de onderkaak zijn niet hypsodont. Het karyotype bedraagt 2n=28-38, FN=50-66.
Het ondergeslacht omvat de volgende soorten:
- Micronycteris minuta (Honduras tot Trinidad, Brazilië en Bolivia)
- Micronycteris sanborni (Bolivia en Noordoost-Brazilië)
- Micronycteris schmidtorum (Zuid-Mexico tot Brazilië en Noordoost-Peru)